# ファン・ディエゴ・フローレス
ファン・ディエゴ・フローレス（Juan Diego Flórez、1973年1月13日 - ）は、ペルー出身のテノール歌手。超高音を得意とし、ロッシーニをはじめとするいわゆる「ベルカントオペラ」と称され領域において現代最高のテノールともいわれる。

## 経歴
1973年、ペルーのリマに生まれる。17歳でリマの音楽院に入学するが、当初はポップスに興味を持っており、20歳頃よりオペラを本格的に学ぶ。プロデビューは1996年ロッシーニフェスティバルであった。その後スカラ座やコヴェント・ガーデンを始め、主要なオペラハウスに次々出演し、得意とする高音で頭角を現す。特にドニゼッティの『連隊の娘』のハイCを9回連続で歌う、テノールにとって至難のトニオ役で名を馳せた。
レパートリーは、ロッシーニ、ドニゼッティ、ベッリーニなどのベルカント・オペラが中心である。

## 家族
2007年にドイツ生まれのオーストラリア人女性と結婚し、一男一女がいる。